# آب‌انبار نجومیه
آب‌انبار نجومیه مربوط به دوره صفوی و دوره قاجار است و در شهرستان گناباد، شهر گناباد، میدان امام، خیابان ناصرخسرو نبش خیابان بهارواقع شده و این اثر در تاریخ ۱۳ بهمن ۱۳۸۸ با شمارهٔ ثبت ۲۹۰۶۴ به‌عنوان یکی از آثار ملی ایران به ثبت رسیده است.